# Dino Rađa
Dino Rađa (Split, 24 de abril de 1967) es un exjugador de baloncesto croata. Fue miembro del legendario equipo de la Jugoplastika Split, donde ganó 2 Copas de Europa a finales de los años 1980. Posteriormente jugó durante 4 temporadas en la NBA. Con 2,11 metros de altura, jugaba en la posición de ala-pívot.

## Trayectoria deportiva

### Primeros años
Comenzó jugando en el KK Dalvin hasta la categoría júnior, de donde fue fichado con 20 años por la Jugoplastika de Split, donde pronto destacó y se hizo con las riendas del equipo junto a su compañero Toni Kukoč, dominando el baloncesto europeo a finales de los años 1980. Juntos ganaron en dos ocasiones consecutivas la Copa de Europa (actual Euroliga), perdiéndose el tercer título consecutivo tras fichar por Il Messaggero di Roma por 3 temporadas, a pesar de haber sido elegido en el Draft de la NBA de 1989 por los Boston Celtics, que tendrían que esperar unos años para disfrutar de su juego.

### Roma
En su primer año en Roma consiguió promediar 18,1 puntos, lo que hizo que la prensa europea especializada lo eligiera como segundo mejor jugador europeo de la temporada, por detrás de su amigo Toni Kukoč. Estas estadísticas fueron mejoradas en las dos siguientes temporadas, llegando a 20,2 y 21,5 puntos por partido respectivamente. En 1992 ayudó a su equipo a ganar la Copa Korac.

### Boston Celtics
Con 26 años dio por fin el salto a la NBA, al equipo que lo había seleccionado en el puesto 40 de la 2.ª ronda en el Draft de la NBA de 1989, los Boston Celtics, y no defraudó, ya que promedió 15,1 puntos y 7,2 rebotes, lo que le permitieron ser elegido en el segundo mejor quinteto de rookies de esa temporada. En Boston pasó 3 temporadas y media de forma exitosa, promediando 16,7 puntos y 8,4 rebotes, pero tras un traspaso fallido a los Sixers, tomó la decisión de regresar a Europa.

### Regreso a Europa
En 1997 fichó por el Panathinaikos BC de la Liga Griega, donde ganó dos campeonatos en las dos temporadas que disputó allí. Regresó a su país, firmando por el KK Zadar, volviendo a Grecia al año siguiente para jugar en el Olympiacos BC, donde tras una temporada en la que no consiguió su objetivo de ganar la Liga, volvió de nuevo a su país, al Cibona Zagreb. Acabó su carrera en su primer equipo, el KK Split, ganando la liga croata.

## Estadísticas de su carrera en la NBA

### Temporada regular
| Año     | Equipo | PJ  | PT  | MPP  | %TC  | %3P  | %TL  | RPP | APP | ROB | TPP | PPP  |
| ------- | ------ | --- | --- | ---- | ---- | ---- | ---- | --- | --- | --- | --- | ---- |
| 1993-94 | Boston | 80  | 47  | 28.8 | .521 | .000 | .751 | 7.2 | 1.4 | .9  | .8  | 15.1 |
| 1994-95 | Boston | 66  | 48  | 32.5 | .490 | .000 | .759 | 8.7 | 1.7 | .9  | 1.3 | 17.2 |
| 1995-96 | Boston | 53  | 52  | 37.4 | .500 | —    | .695 | 9.8 | 1.6 | .9  | 1.5 | 19.7 |
| 1996-97 | Boston | 25  | 25  | 35.0 | .440 | .000 | .718 | 8.4 | 1.9 | .9  | 1.9 | 14.0 |
| Total   | Total  | 224 | 172 | 32.6 | .497 | .000 | .735 | 8.4 | 1.6 | .9  | 1.3 | 16.7 |

### Playoffs
| Año   | Equipo | PJ | PT | MPP  | %TC  | %3P | %TL  | RPP | APP | ROB | TPP | PPP  |
| ----- | ------ | -- | -- | ---- | ---- | --- | ---- | --- | --- | --- | --- | ---- |
| 1995  | Boston | 4  | 3  | 38.3 | .400 | —   | .714 | 7.0 | 2.3 | 1.0 | 1.3 | 15.0 |
| total | total  | 4  | 3  | 38.3 | .400 | —   | .714 | 7.0 | 2.3 | 1.0 | 1.3 | 15.0 |

## Logros y reconocimientos
- 3x Liga de Yugoslavia (1988, 1989, 1990)
- Copa de Yugoslavia (1990)
- 2x Euroligas (1989, 1990)
- Copa Korać (1992)
- Segundo mejor quinteto de rookies de la NBA (1994)
- 2x Liga de Grecia (1998, 1999)
- 2x Copa de Croacia (2000, 2002)
- 2x Liga de Croacia (2002, 2003)
- Miembro del Basketball Hall of Fame (2018)